# Rodrigo Taddei
Rodrigo Taddei (San Pablo, Brasil, 6 de marzo de 1980) es un exfutbolista brasileño. Jugaba de mediocampista y su último equipo fue el AC Perugia de la Serie B de Italia. 

## Trayectoria

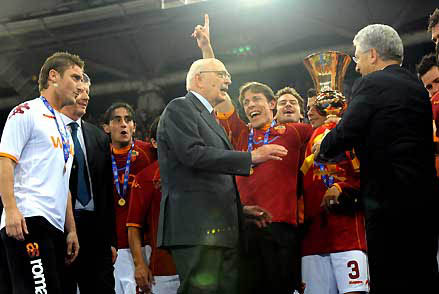
Rodrigo Taddei gano la copa de italia en el 2008

Inició su carrera en el Palmeiras en Brasil. En septiembre de 2002 fue contratado por el A.C. Siena, un equipo de la Serie B italiana. Fue uno las figuras del plantel y ayudó al equipo toscano a ganar el ascenso a la Serie A. A finales de 2003, sufrió una tragedia personal, en un grave accidente de coche, donde el jugador fortuitamente solo resultó herido, su hermano menor Leonardo murió en el acto. Tras recuperarse del accidente regresó para jugar en el A.C. Siena, ayudando a su equipo a evitar la relegación.
Después de una temporada con el Siena, que se caracteriza por varias peleas con la dirigencia del club a causa de su negativa a una ampliación de contrato, salió del equipo en una transferencia gratuita y se unió a la AS Roma en 2005, a pesar de haber sido seguido por varios clubes, incluida la Juventus, SS Lazio e Inter de Milán. Marcó para su equipo el primer gol de la victoria por 2-1 sobre el Manchester United en el primer partido de cuartos de final de la Liga de Campeones de 2007. Lamentablemente fue lesionado en el calentamiento para la segunda parte del partido, y sufrieron una goleada por 7-1 en Old Trafford.
A pesar de contar con la ciudadanía italiana y no haber disputado partidos oficiales con la selección brasileña, rechazó la posibilidad de jugar para la selección italiana. Se retiró en 2016.

## Clubes
| Club       | País   | Año       | Partidos | Goles |
| ---------- | ------ | --------- | -------- | ----- |
| Palmeiras  | Brasil | 1999-2002 | 110      | 7     |
| AC Siena   | Italia | 2002-2005 | 76       | 14    |
| AS Roma    | Italia | 2005-2014 | 296      | 30    |
| AC Perugia | Italia | 2014-2016 | 39       | 3     |

## Palmarés

### Campeonatos
| Título               | Club      | País   | Año  |
| -------------------- | --------- | ------ | ---- |
| Copa Libertadores    | Palmeiras | Brasil | 1999 |
| Torneo Río-San Pablo | Palmeiras | Brasil | 2000 |
| Copa Italia          | AS Roma   | Italia | 2007 |
| Supercopa Italiana   | AS Roma   | Italia | 2007 |

- Datos: Q298320